# Kanton Arpajon
Kanton Arpajon is een kanton van het Franse departement Essonne. Kanton Arpajon maakt deel uit van de arrondissementen Palaiseau en Étampes. Het heeft een oppervlakte van 104,53 km² en telt 63.168 inwoners in 2018.

## Gemeenten
Het kanton Arpajon omvatte tot 2014 de volgende gemeenten:
- Arpajon (hoofdplaats)
- Avrainville
- Bruyères-le-Châtel
- Cheptainville
- Égly
- Guibeville
- La Norville
- Leuville-sur-Orge
- Ollainville
- Saint-Germain-lès-Arpajon

Door de herindeling van de kantons bij decreet van 24 februari 2014, met uitwerking op 22 maart 2015 werden daar de volgende 6 gemeenten uit het arrondissement Étampes aan toegevoegd:
- Boissy-sous-Saint-Yon
- Bouray-sur-Juine
- Janville-sur-Juine
- Lardy
- Saint-Yon
- Torfou